# Wolfgang Grenz
Wolfgang Grenz (* 1947 in Lützen bei Leipzig) ist ein deutscher Jurist.
Im Alter von fünf Jahren siedelte Grenz mit einem Teil seiner Familie nach Westdeutschland über. Nach dem Abitur studierte er Rechtswissenschaften an der Universität zu Köln. Während seines Studiums und danach war er in den 1970er und 1980er Jahren Mitglied der Jungdemokraten in Nordrhein-Westfalen. Später war er Vorsitzender des Kölner Liberalen Zentrums. Er wurde Mitarbeiter bei der deutschen Sektion der Menschenrechtsorganisation Amnesty International (AI). 1979 wurde er dort Referent für Fragen des Asylrechts. 1986 war er Gründungsmitglied der Bundesarbeitsgemeinschaft Pro Asyl, deren erster Sprecher er anschließend wurde. Von 1988 bis 1993 wurde er zum Vorsitzenden des neu gegründeten Fördervereins der Organisation gewählt. Von 2010 bis 2016 war er  Vorstandsmitglied der UNO-Flüchtlingshilfe, von 2016 bis 2022 Vorsitzender des Aufsichtsrats. Grenz war von 2011 bis 2013 Generalsekretär von Amnesty International Deutschland.

## Schriften
- mit Julian Lehmann, Stefan Keßler: Schiffbruch. Das Versagen der europäischen Flüchtlingspolitik. Knaur, München 2015, ISBN 978-3-426-78745-8.